# San Ygnacio (Texas)
San Ygnacio es un lugar designado por el censo ubicado en el condado de Zapata en el estado estadounidense de Texas. En el Censo de 2010 tenía una población de 667 habitantes y una densidad poblacional de 156,27 personas por km².

## Geografía
San Ygnacio se encuentra ubicado en las coordenadas 27°2′53″N 99°25′51″O / 27.04806, -99.43083. Según la Oficina del Censo de los Estados Unidos, San Ygnacio tiene una superficie total de 4.27 km², de la cual 3.94 km² corresponden a tierra firme y (7.71%) 0.33 km² es agua.

## Demografía
Según el censo de 2010, había 667 personas residiendo en San Ygnacio. La densidad de población era de 156,27 hab./km². De los 667 habitantes, San Ygnacio estaba compuesto por el 95.5% blancos, el 0% eran afroamericanos, el 1.05% eran amerindios, el 0% eran asiáticos, el 0% eran isleños del Pacífico, el 2.7% eran de otras razas y el 0.75% pertenecían a dos o más razas. Del total de la población el 96.85% eran hispanos o latinos de cualquier raza.